# 정상으로의 회귀

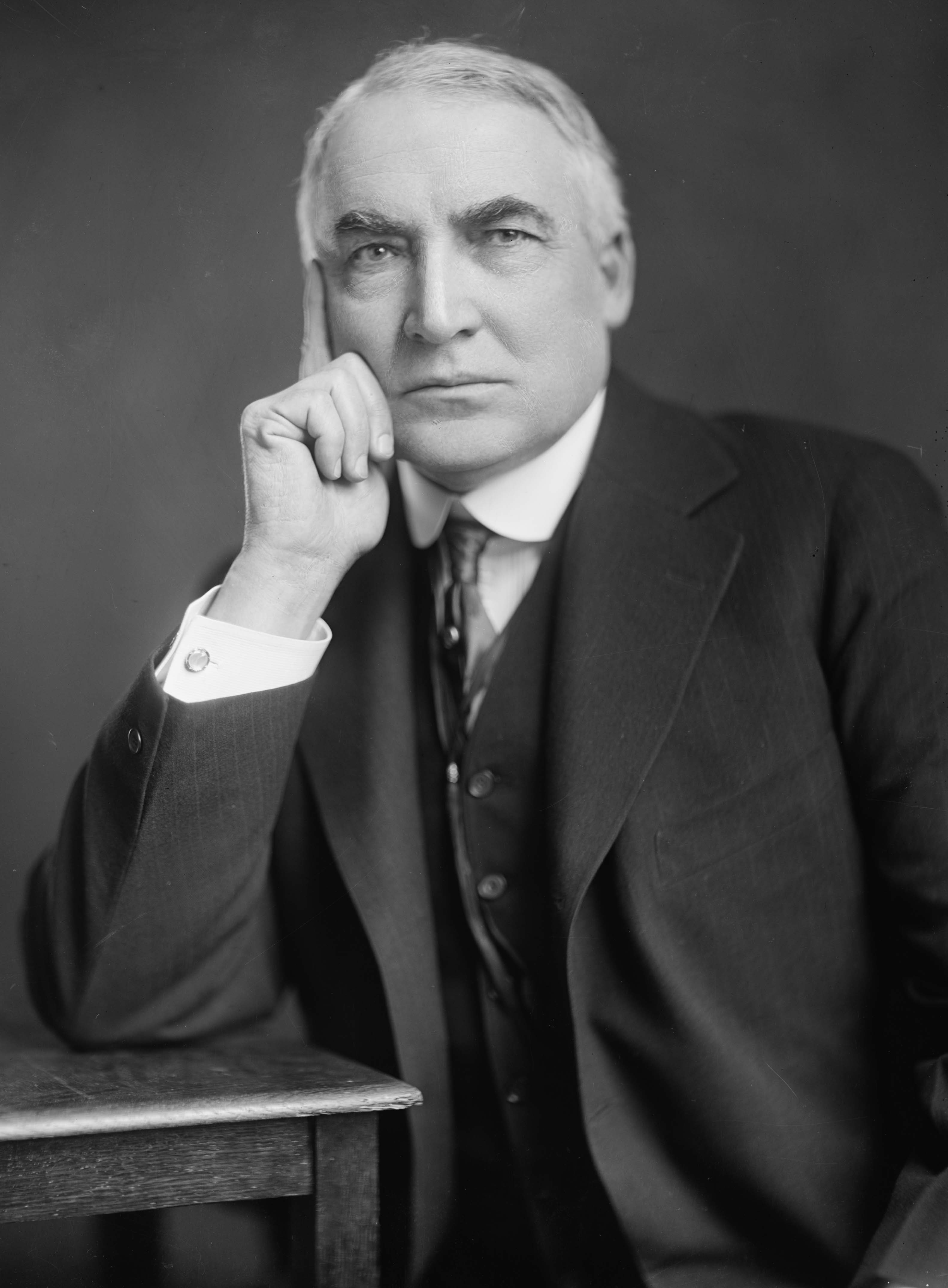
하딩은 "정상으로의 회귀"를 처음으로 주창했다.

정상으로의 회귀(Return to normalcy)는 워런 G. 하딩이 1920년 미국 대통령 선거에서 사용한 선거 구호였다. 하딩은 득표율 60.4%로 선거에서 승리했다.

## 1920년 선거
1920년 5월 14일에 행한 연설에서 하딩은 미국에 "만병통치약이 아니라, 정상성"이 필요하다고 선언했다. 두 달 후, 귀향 연설에서 하딩은 "정상적인 시기와 정상으로의 회귀"에 대한 자신의 지지를 재확인했다.
제1차 세계 대전과 스페인 독감은 삶을 뒤집어 놓았고, 하딩은 이것이 인류의 관점을 변화시켰다고 말했다. 그는 해결책은 전쟁 이전의 삶으로 되돌려 정상성을 추구하는 것이라고 주장했다. 1920년대에 대한 하딩의 정상성 개념에는 규제 완화, 시민 참여, 그리고 고립주의가 포함되었다. 그는 우드로 윌슨의 이상주의와 루스벨트 계론의 행동주의를 거부하고, 미국의 이전 고립주의 정책을 선호했다.
당시 비평가들은 "normalcy"라는 단어를 신조어이자 말라프로피즘으로 깎아내리려 했으며, 더 일반적으로 받아들여지는 용어인 정상성과는 달리 하딩이 잘못 만들어낸 것이라고 말했다. 정상성(normalcy)이 1857년에 이미 사전에 등재되어 있었다는 동시대의 논의와 증거가 있었다. 일부 역사학자들에 따르면, normalcy는 하딩이 캠페인에서 사용하기 전에는 "모호한 수학 용어"였다고 한다. 신문 편집자였던 하딩은 이 단어의 기원 문제에 대해 언급하며, 자신의 사전에는 normalcy는 있었지만 normality는 없었다고 주장했다.
하딩은 자신의 개 래디 보이를 언론에 크게 내세워 자신의 정상성 비전과 관련된 국내적 이미지를 심어주었다.
하딩의 입장은 1920년 대통령 선거에서 지지를 얻어 득표율 60.3%로 승리했다.

## 기타 용례
워싱턴 포스트의 찰머스 M. 로버츠는 1920년의 "정상으로의 회귀"에 대한 열망을 제2차 세계 대전 이후의 1946년 미국 상원의원 선거와 냉전 이후의 1992년 미국 대통령 선거와 비교했다.
보드워크 엠파이어의 12번째 에피소드는 1920년 선거를 배경으로 하며 "A Return to Normalcy"라는 제목이 붙어 있다.
"정상으로의 회귀"라는 문구는 조 바이든의 2020년 대통령 선거 운동과 연관되었으며, 특히 트럼프 재임 기간의 "분열"을 종식시키겠다는 바이든의 약속과 미국의 코로나19 범유행에 대한 그의 캠페인의 초점을 의미했다.

## 같이 보기
- 뉴 노멀 (경제), 비정상적인 시기에서 벗어나려 노력하는 것과 관련
- 워런 G. 하딩의 대통령 재임 기간
- Make America Great Again